# シャルセ＝サンテリエ＝シュル＝オバンス
シャルセ＝サンテリエ＝シュル＝オバンス （Charcé-Saint-Ellier-sur-Aubance）は、フランス、ペイ・ド・ラ・ロワール地域圏、メーヌ＝エ＝ロワール県の旧コミューン。2016年12月15日、周辺の9のコミューンと合併しコミューン・ヌーヴェル（fr）であるブリサック・ロワール・オバンスとなった。

## 地理
ソミュロワ地方にあるアンジューのコミューン。ブリサック＝カンセの東数kmのところにある。

## 歴史
1973年1月1日、シャルセとサンテリエが合併して誕生したコミューンである · 。
第一次世界大戦では、シャルセとサンテリエの出身者27人が戦死した。第二次世界大戦では3人の住民が殺害された。

## 人口統計
| 1975年 | 1982年 | 1990年 | 1999年 | 2008年 | 2013年 |
| ------ | ------ | ------ | ------ | ------ | ------ |
| 449    | 487    | 574    | 628    | 733    | 769    |

参照元:1962年から1999年まで人口の2倍カウントなし。1999年までEHESS/Cassini、2004年以降INSEE

## 史跡

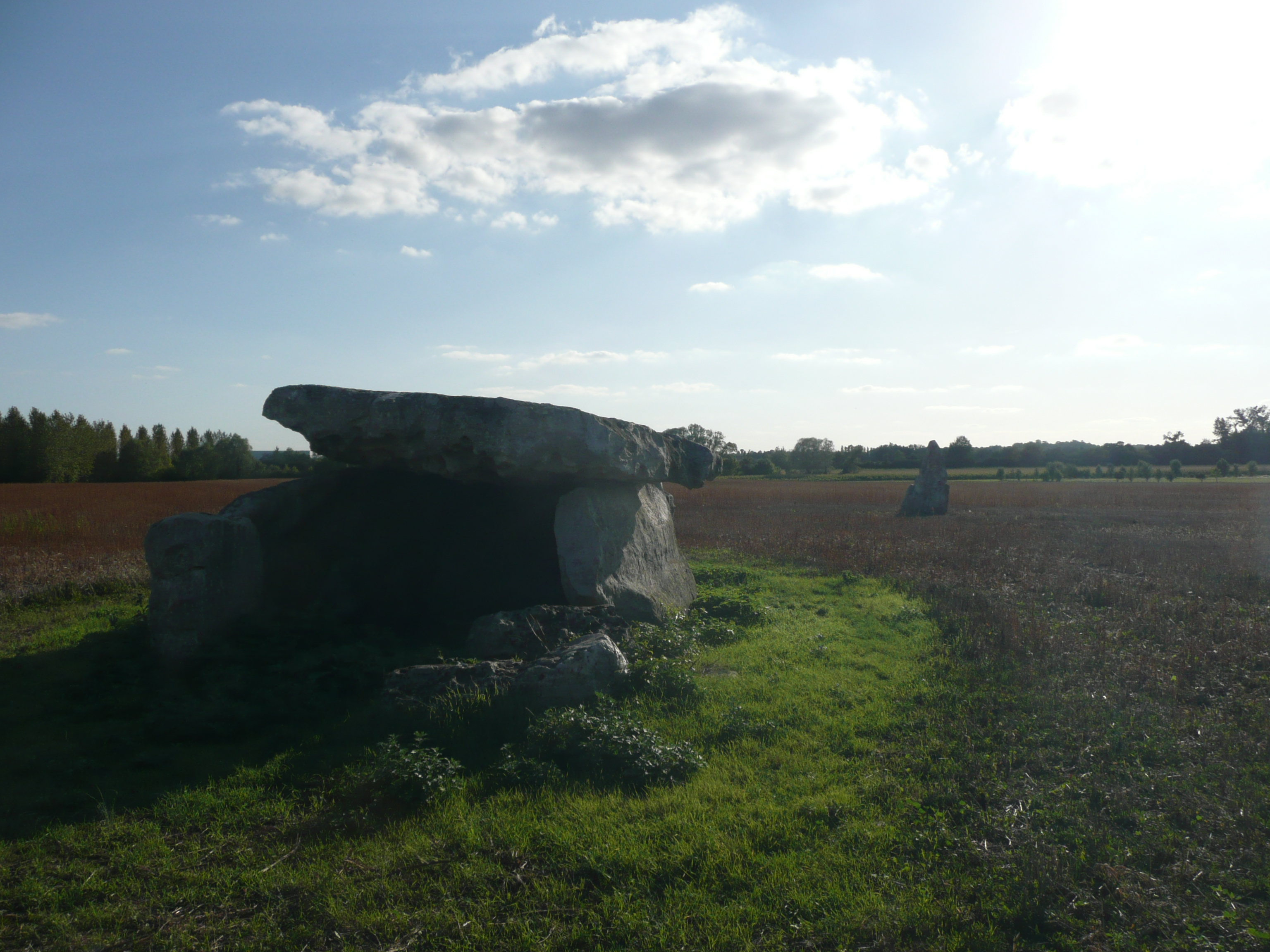
ドルメン
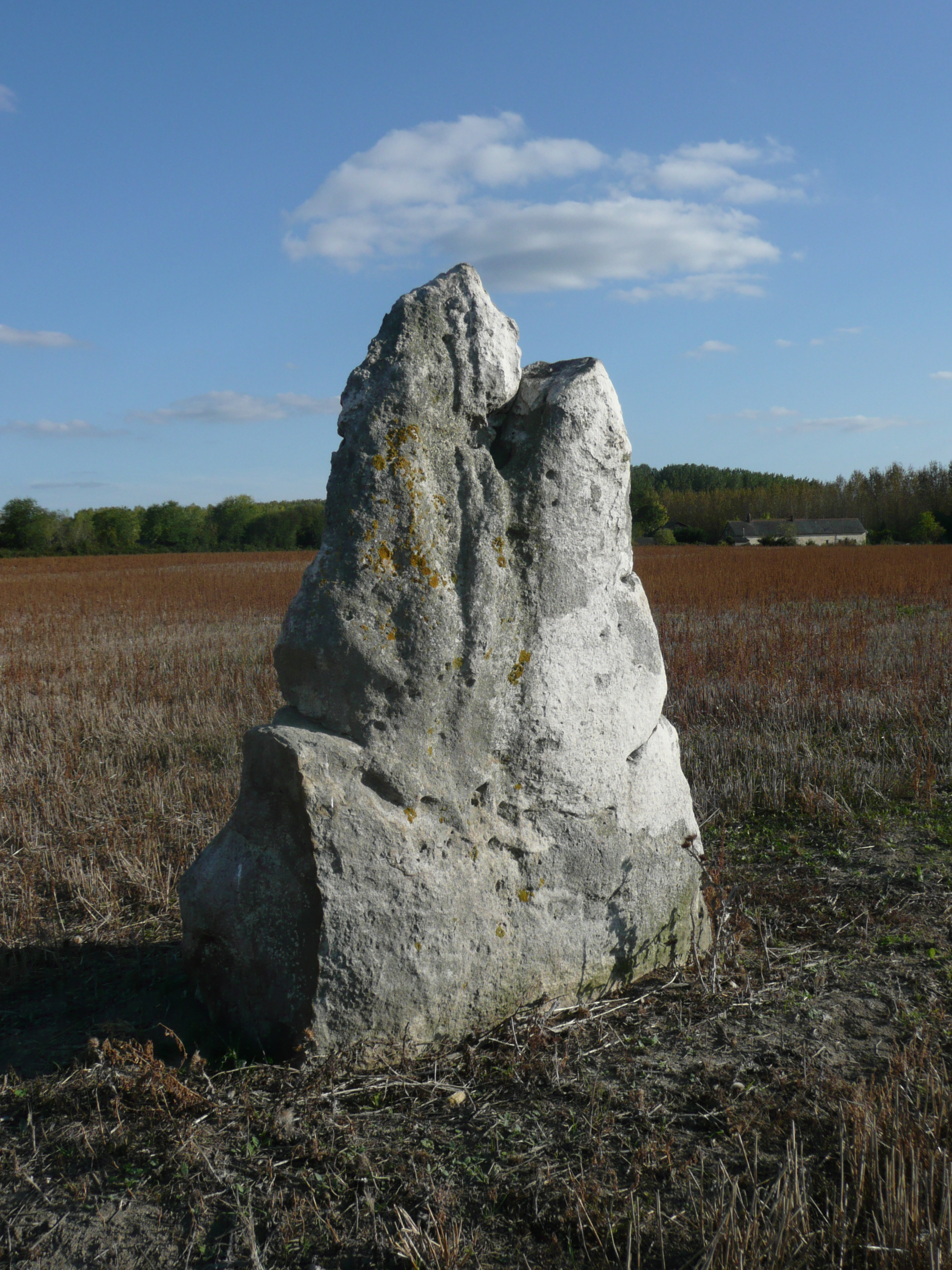
立柱
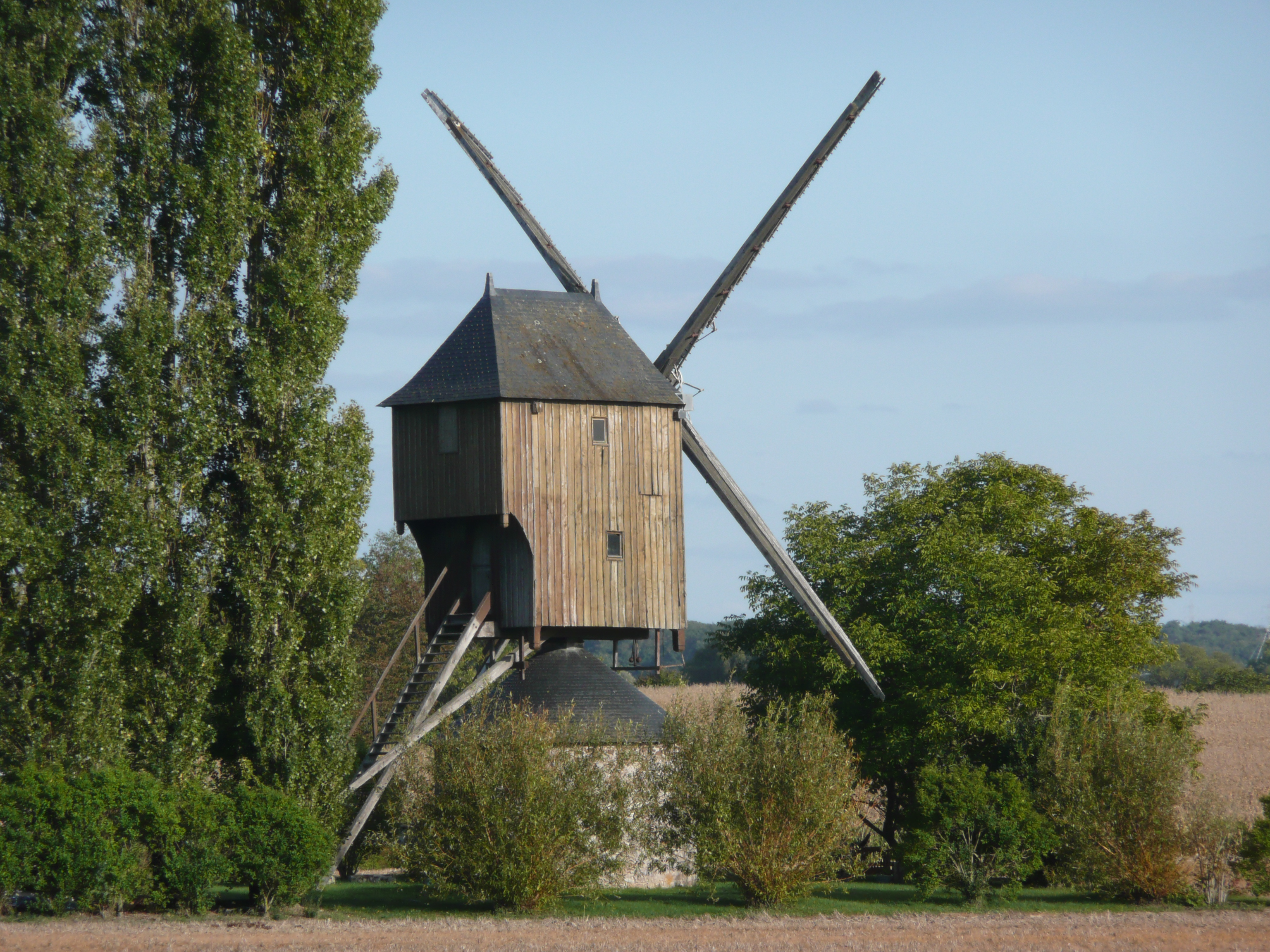
パトゥイエの風車
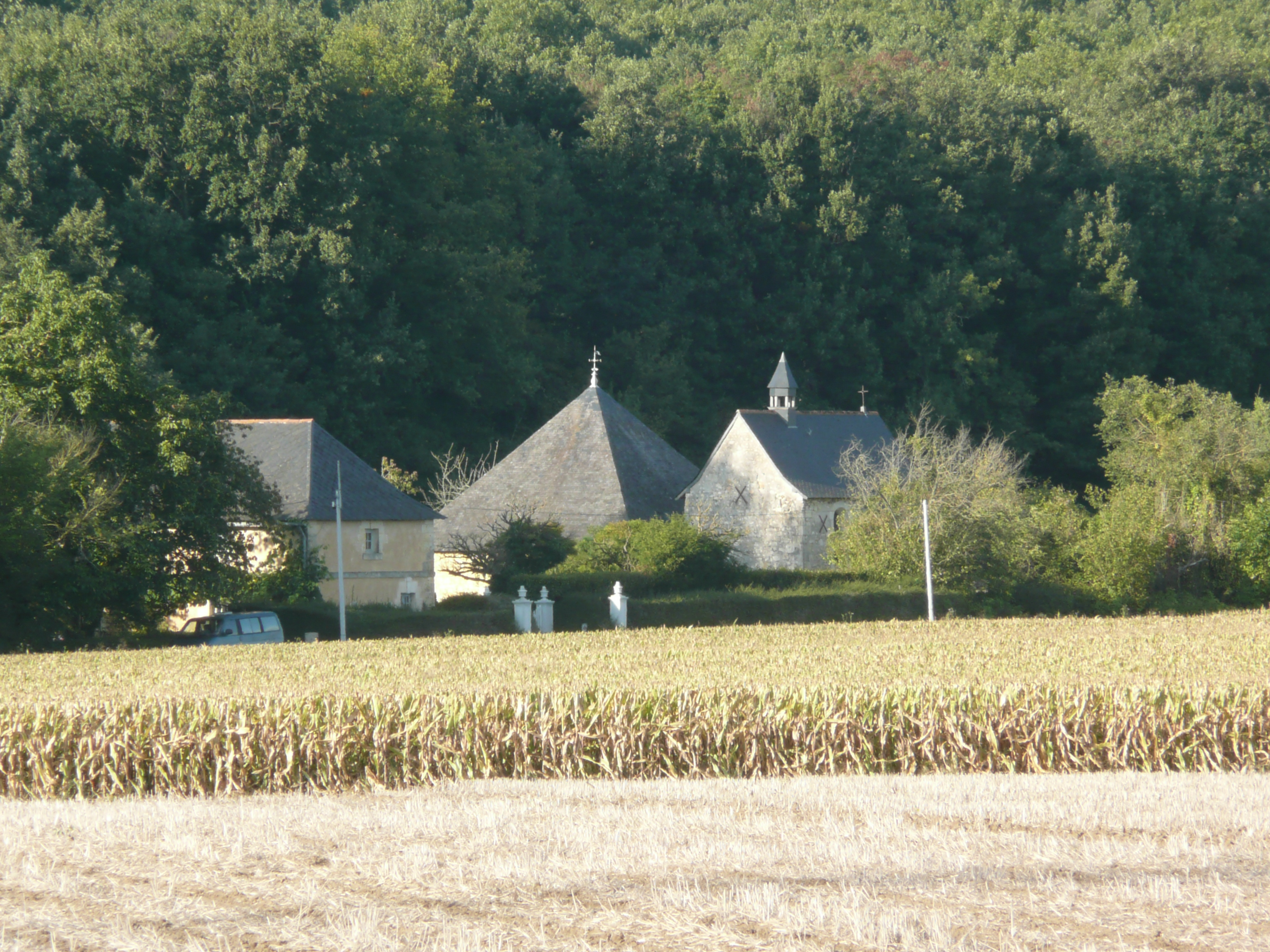
ブリュティエールの古い民家